# Domenico Ciufoli
Domenico Ciufoli (Cantiano, 3 luglio 1898 – Roma, 30 aprile 1975) è stato un politico italiano.
Fu fra i fondatori del Partito Comunista d'Italia. Componente della Consulta Nazionale dal 25 aprile 1945 al 2 giugno 1946 insieme con la moglie Adele Bei, con la quale si sposò nel 1922, fu anche deputato nella I legislatura, nº 138 di matricola della Camera dei Deputati dal 1948 al 1953.

## Biografia
Domenico Ciufoli a quindici anni è a Knutange (Lorena) e lavora nelle officine siderurgiche in qualità di manovale; allo scoppio della prima guerra mondiale è fra i tanti che tornano a casa e riprende il lavoro nei boschi.
Non era iscritto a nessun partito pur apparentato alla gioventù socialista.
Nel 1921 fu inviato a Livorno per il congresso del Partito Socialista Italiano, ma insieme ad Amadeo Bordiga, Antonio Gramsci, Pietro Secchia, Umberto Terracini e Mauro Scoccimarro abbandonò il congresso e si riunì al Teatro San Marco per fondare il Partito Comunista d'Italia. Successivamente aderì al Partito Comunista Italiano.
Alla fine del 1923 Domenico e la giovane moglie Adele Bei, mentre infuriava il regime fascista, per sfuggire all'arresto, furono costretti ad abbandonare l'Italia, il loro paese natale, gli affetti più cari e a partire per l'esilio. Dal 1923 al 1925 vivono a Ransart, sobborgo di Charleroi in Belgio, dove nel 1924 nasce la primogenita Angelina (morta a Cantiano il 12 aprile 2006). A Ransart costituisce un comitato di comunisti italiani che svolge una notevole mole di propaganda: conferenze, riunioni e discussioni che non sono senza pericolo. Diffonde Il Riscatto, un foglio settimanale degli emigrati in Belgio.
Due anni dopo emigra con la famiglia in Lussemburgo a Esch-sur-Alzette, sia per ragioni di lavoro sia perché ormai troppo noto alla polizia belga. Ciononostante Domenico rimane collegato al Partito Comunista Belga di cui è membro del Comitato Centrale.
Se il Belgio rappresenta l'inizio dell'attività di Domenico, il Lussemburgo sarà l'ambiente maggiormente formativo per un lavoro di più ampio respiro nell'ambiente dell'emigrazione. Gli emigrati comunisti formarono gruppi clandestini e si riunirono segretamente nelle birrerie, nelle cantine e perfino nei boschi. Il Consolato Italiano tramite la polizia locale dà la caccia ai comunisti dovunque si sente parlare italiano; su 400 comunisti lussemburghesi, due terzi sono italiani. Nel frattempo, continua la collaborazione con il Riscatto, del quale è corrispondente.
Dal 1927 (nel 1926 intanto nasce il suo secondogenito Ferrero) diventa uno dei responsabili del Soccorso Rosso che raccoglie fondi per aiutare i compagni chiusi nelle prigioni italiani. Un altro foglio era importantissimo in quegli anni. Si trattava di Stato Operaio, anche questo diffuso clandestinamente e pubblicato per dieci anni. Domenico Ciufoli scrive di questo foglio:
Molto importante è anche la raccolta fondi del Soccorso Rosso che Ciufoli dirige e che serve di aiuto ai militanti comunisti rimasti in Italia e ai detenuti politici; l'appartenenza al Comitato di Soccorso Rosso sarà un motivo della sua espulsione dal Lussemburgo.
All'inizio del 1928 partecipa, a Lione in Francia, alla Conferenza Internazionale dei Comunisti Italiani Emigrati, in qualità di delegato dei gruppi italiani del Lussemburgo. A Marsiglia fa parte della Segreteria Regionale dei gruppi in qualità di responsabile della stampa clandestina: Il Boscaiolo e Lo Stato Operaio. A Marsiglia, come in Lussemburgo, da tutto di sé al Partito, le sue doti di organizzatore lo fanno notare non solo alla Direzione del Partito ma anche all'OVRA. Segnalato come "sobillatore", egli è costretto alla disoccupazione e la famiglia versa in grave condizione economica. Per mantenere la famiglia Adele lavora in una fabbrica di conserve.

Nell'agosto 1929 Domenico Ciufoli da Parigi parte per Roma. Di questo sopralluogo la Questura di Roma viene a conoscenza tramite una soffiata: 
(A.C.S. 33877, nota del Ministro dell'Interno in data 26 agosto 1929)
È per questa soffiata che la moglie Adele "che divide le idee del marito" alla quale "sono stati portati gli auguri del confinato politico in Ponza, Nazzareno Luchetta di Cantiano, in occasione del 1º maggio 1928 è stata chiamata dal console di Marsiglia". A questo primo viaggio ne seguiranno altri, ma la polizia non riuscirà ad intercettarlo né ad arrestarlo.
A partire dal 1930 segue, insieme a Palmiro Togliatti, la prospettiva di uno sbocco rivoluzionario della classe operaia tedesca e italiana come indicato da Stalin. Il 18 novembre 1933 la moglie Adele viene arrestata a Roma e condannata a 18 anni di carcere perché accusata di propaganda sovversiva a mezzo di diffusione stampa comunista e di uso continuato di documenti falsi in epoche diverse. Domenico porta i figli in Russia nel collegio di Ivanovo a circa 70 Km da Mosca dove già si trovavano i due figli di Tito, la figlia adottiva di Chou En Lai, il figlio di Palmiro Togliatti (Aldo) e altri ragazzi figli di dirigenti comunisti di tutto il mondo. Mentre si trova residente in Russia, partecipa attivamente insieme con Antonio Roasio alla delazione di molti italiani emigrati politici in URSS, segnalandoli alla polizia politica di Stalin (NKVD) e determinandone la successiva deportazione e condanna a morte. Tutti i condannati saranno poi riconosciuti innocenti e riabilitati a partire dalla metà degli anni cinquanta, quando venne portato avanti il processo di destalinizzazione.
Allo scoppio della Guerra Civile Spagnola, raggiunge la Spagna per combattere, contro i franchisti, con le Brigate internazionali. Ciufoli, Togliatti, Di Vittorio ed altri lasciano ad Ivanovo Robotti, perché segua i ragazzi del collegio, e raggiungono la Spagna. Nel 1939 Domenico Ciufoli torna in Francia dove viene arrestato a Parigi insieme ad un compagno francese, l'avvocato Koldor, e la sua dattilografa e compagna Blanche Montou, e condannato dal Tribunale militare a 4 anni di reclusione per il reato di propaganda comunista. Ciufoli fu rinchiuso nel carcere della Santé a Parigi poi in quello di Bourges, quindi nel penitenziario di Clairvaux (Auze) e nella prigione di Chalon-sur-Saône. Al termine della pena fu internato nel campo di concentramento di Compiègne ed infine, nel gennaio 1944, finì deportato dai tedeschi nel lager di Buchenwald.
L'antifascista italiano fu tra i dirigenti dell'organizzazione clandestina di resistenza del campo, ne presiedette il comitato di liberazione e fu tra gli animatori dell'insurrezione armata dei deportati superstiti, che si liberarono prima ancora dell'arrivo delle truppe anglo-americane. Durante il periodo di internamento a Buchenwald, Domenico Ciufoli è il capo della resistenza dei prigionieri politici alle SS e tenterà invano di salvare la principessa Mafalda di Savoia, figlia del re Vittorio Emanuele III.
Dopo la liberazione dal campo di concentramento tornò in Italia in pessime condizioni di salute (pesava 37 chilogrammi), e da settembre 1945 al 2 giugno 1946 fece parte della Consulta Nazionale Italiana che aveva il compito di cooperare con il governo nella risoluzione dei gravi problemi del momento, fino a quando non fosse stato possibile convocare il parlamento in seguito a libere elezioni. Contemporaneamente si impegnò, insieme a Di Vittorio, a riorganizzare la CGIL. Nel 1948 venne eletto deputato, insieme a Di Vittorio in Puglia. Rimase in Parlamento per una sola legislatura perché come uomo d'azione, aveva bisogno di continuare la lotta in campo aperto. Ciufoli nel 1953, andrà a Praga come responsabile dell'emigrazione comunista nel mondo. Quando rientra in Italia il partito comunista italiano lo manda a guidare varie Federazioni tra cui quella di Brescia.
Gli ultimi anni li trascorre a Roma, anche se non sposterà mai la residenza anagrafica dall'amato paese natale di Cantiano. La salute malferma (a Buchenwald gli era stato asportato un polmone) gli permette solo una vita tranquilla. Lunghe passeggiate e la mattinate trascorse sotto i pini di Villa Borghese per cercare di respirare un po' di aria pura necessaria per il suo unico polmone.
Muore a Roma il 30 aprile 1975, all'età di 77 anni. Ne l'Unità del 1º maggio 1975 a pagina 2 Luigi Longo ricorda Domenico Ciufoli.